# Platylabus permodestus
Platylabus permodestus är en stekelart som beskrevs av Heinrich 1962. Platylabus permodestus ingår i släktet Platylabus och familjen brokparasitsteklar. Inga underarter finns listade i Catalogue of Life.